# Le Boisle
Le Boisle é uma comuna francesa na região administrativa de Altos da França, no departamento de Somme. Estende-se por uma área de 11,68 km². Em 2010 a comuna tinha 357 habitantes (densidade: 30,6 hab./km²).